# John Ainsworth-Davis
John Creyghton Ainsworth-Davis (ur. 23 kwietnia 1895 w Aberystwyth, zm. 3 stycznia 1976 w Stockland) – brytyjski lekkoatleta (sprinter), mistrz olimpijski z 1920.
Był Walijczykiem. Ukończył Westminster School. Podczas I wojny światowej służył jako pilot w Royal Flying Corps.
Na igrzyskach olimpijskich w 1920 w Antwerpii startował w sztafecie 4 × 400 metrów, która zdobyła złoty medal, biegnąc w składzie: Cecil Griffiths, Robert Lindsay, Ainsworth-Davis i Guy Butler. Wystąpił również w indywidualnym biegu na 400 metrów, dochodząc do finału, w którym zajął 5. miejsce.
Ukończył University of Cambridge. Praktykował jako lekarz, stając się znanym chirurgiem urologiem. Był sekretarzem Royal Society of Medicine. W czasie II wojny światowej był szefem chirurgii w szpitalu RAF w Cosford.
Opublikował pracę Essentials of urology w 1950.